# Kleptopasożytnictwo

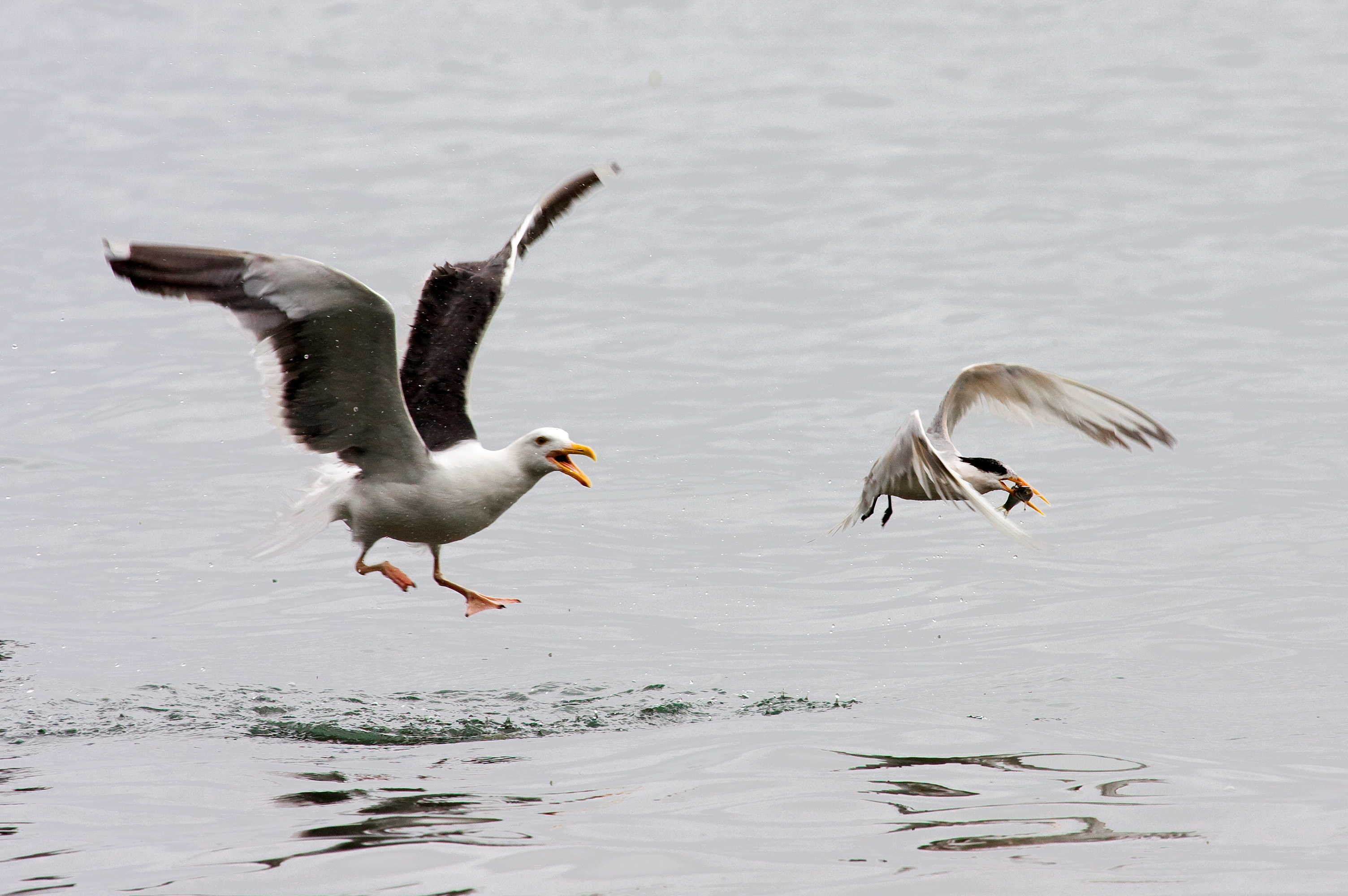
Mewa zachodnia (Larus occidentalis) w pogoni za rybitwą kalifornijską (Thalasseus elegans)

Kleptopasożytnictwo (ang. kleptoparasitism, cleptoparasitism) – forma zachowania niektórych gatunków zwierząt polegająca na wykradaniu lub wykorzystywaniu pożywienia zdobytego lub spreparowanego przez inne osobniki tego samego albo obcego gatunku.
Kleptopasożytnictwo jest u drapieżników powszechne. Obowiązujący schemat mówi, że osobnik o większej biomasie odbiera pokarm osobnikowi mniejszemu. Są jednak wyjątki i one wzbudzają największe zainteresowanie ekologów. Skrajnym przykładem nietypowego kleptopasożytnictwa, gdy duży drapieżnik ucieka przed 100-krotnie mniejszym zostawiając mu swoją zdobycz, jest dobrze udokumentowany schemat zachowań pumy płowej oraz jagurundiego amerykańskiego, gdy do ich posiłku chce się dobrać skunksik smukły lub skunksik wąskoczelny. Zachowanie dużych kotów jest zrozumiałe. Małe skunksiki zjadają niewiele i do posiłku można po pewnym czasie powrócić, a dysponują wyjątkowo nieprzyjemną i kłopotliwą bronią.   
Przykładem kleptopasożytnictwa u ptaków jest odbieranie mewom lub rybitwom przez wydrzyki upolowanej zdobyczy. Kleptopasożytami określa się również pasożyty rozwijające się w gniazdach pszczół samotnych, które zwykle nie zabijają gospodarza bezpośrednio, ale żywią się zgromadzonym w gnieździe pokarmem.